# Comuna Săedinenie, Plovdiv
Obștina Săedinenie  (comuna Săedinenie ) este o unitate administrativă în regiunea Plovdiv din Bulgaria. Cuprinde un număr de 10 localități.  Reședința sa este orașul Săedinenie. Localități componente:
| - Goleam Ceardak - Dragomir - Pliuben - Malăk Ceardak - Naiden Gherovo | - Nedelevo - Praviște - Săedinenie - Țarimir - Țeretelevo |

## Demografie
Componența etnică a comunei Săedinenie
     Romi (7,53%)
     Turci (1,75%)
     Bulgari (83,04%)
     Nicio identificare (7,54%)
     Altele (0,13%)
La recensământul din 2011, populația comunei Săedinenie era de 10.450 locuitori. Din punct de vedere etnic, majoritatea locuitorilor (83,04%) erau bulgari, existând și minorități de romi (7,53%) și turci (1,75%). Pentru 7,54% din locuitori nu este cunoscută apartenența etnică.